# Al-Mansur Nur al-Din Ali
Al-Mansur Nur al-Din Ali (en árabe: المنصور نور الدين علي)  fue un sultán mameluco de Egipto, hijo del también sultán Aibek y que sucedió en el cargo a su padre cuando este fue asesinado en 1257. Reinó entre marzo/abril de 1257 y noviembre/diciembre de 1259. Sin poder real, fue simplemente un títere en manos de los jefes militares que se disputaban el poder.

## Sultán
Cuando su padre fue asesinado por su esposa Shajar Al-Durr en abril de 1257, los partidarios de su padre lograron matar a esta, que no consiguió recabar la ayuda que esperaba de los mamelucos bahríes enemistados con Aibek. Aquellos entronizaron a Ali, que por entonces contaba quince años y que asumió el nombre de al-Mansur («el victorioso»).
En realidad, el joven sultán no era más que un mero títere que ocultaba la disputa por el poder de diversas figuras: su atabeg Sanjar al-Halabi —mameluco bahrí—, Sanjar al-Ghatmi —jefe de los mamelucos bahríes que habían permanecido en Egipto tras el asesinato de su jefe en 1254— y Qutuz al Muizzi, el favorito del difunto Aibek y asesino del jefe bahrí Aqtay en 1254. Este pronto logró deshacerse de al-Halabi y consolidar su poder, pese al odio que le profesaban los bahríes. Otra figura poderosa de la política egipcia del momento era la madre del sultán.
Durante el reinado, se repelieron varios intentos de los mamelucos bahríes que se habían exiliado en Siria de invadir el país.
En noviembre de 1259, poco después de que la noticia de la entrada de los mongoles en Siria, llegase a El Cairo Qutuz decidió acabar con la ficción del reinado de Ali y apoderarse del trono, aunque tuvo buen cuidado de hacerlo cuando sus principales rivales se hallaban fuera de El Cairo. Qutuz justificó este acto alegando que la juventud del sultán derrocado le impedía tomar las medidas necesarias para afrontar la grave amenaza mongola. La medida contó finalmente con el beneplácito de los demás jefes militares del sultanato, que al comienzo se habían opuesto al derrocamiento del hijo de Aibek.